# Onthophagus hippopotamus
Onthophagus hippopotamus là một loài bọ cánh cứng trong họ Bọ hung (Scarabaeidae).